# 大侏儒云鼠
大侏儒云鼠（学名:Carpomys melanurus），菲律宾吕宋岛的一种特有啮齿类动物。它们主要栖息于位于亚热带或热带内潮湿的山地和森林。
该物种曾一度被认定为灭绝。在2008年，被重新发现于菲律宾普洛格山国家公园，这是在1896年以来唯一一次再次观察到大侏儒云鼠。被捕捉到的个体约重185克，有着浓密柔软的红棕色皮毛。